# Jacob von Schönfeldt
Jacob von Schönfeldt, född 1709 i Göteborg, död före 25 mars 1766 i Västerås, var en svensk målarmästare och målare.
Han var son målarmästaren och konstnären Christian Johan von Schönfeldt och dennes maka född Tauscher samt halvbror till Martin von Schönfeldt. Han skrevs in som lärogosse hos sin far 1728 och blev mästare 1744. Han flyttade 1744 till Västerås där han som landmästare fortfarande tillhörde Göteborgs Målareämbete fram till sin död. Han omtalas som tapetmålare 1746. Han omtalas 1746 som tapetmålare och det är ej känt om han utförde några kyrkomålningar men man antar att han själv eller som medhjälpare har bidragit med några kyrkomålningar i trakterna runt Västerås. Under sin livstid gjorde han sig känd för sina stilleben och allegorier och hade flera framstående elever bland annat Erik Gustaf Tunmarck. Schönfeldt är representerad vid kammarrättens sessionssal i Västerås med målningen Rättvisans emblemer. 